# Прошин, Максим Александрович
Максим Александрович Прошин (13 февраля 1976) — российский футболист, полузащитник; тренер.

## Карьера

### Игровая
Воспитанник ленинградского УОР-1. Начинал карьеру в клубах КФК Новгорода «Энергия» (1991), «Заря» (1992) и «Ильмень» (1993). В 1994 году играл за дубль петербургского «Зенита» в третьей лиге. Выступал за клубы первого и второго дивизионов «Локомотив» Санкт-Петербург (1995), «Торпедо» Павлово (1996—1998), «Торпедо-Виктория» НН (1999), «Балтика» Калиниград, «Волгарь-Газпром» Астрахань (2000), «Динамо-СПб» Санкт-Петербург (2001—2002), «Металлург» Липецк (2002—2005), «СКА-Энергия» Хабаровск (2005—2006), «Авангард» Курск (2007), «Север» Мурманск (2008—2011).
Играл за любительские клубы «Гарант-Спорт» Великий Новгород (2007—2008), «Руан» Санкт-Петербург (2011—2012), «Отрадное» Отрадное (2012/13), СДЮСШОР-2 Великий Новгород (2012/13).

### Тренерская
Работает тренером в школе «Электрон» в Великом Новгороде.
С 2020 года — главный тренер команды СШ «Электрон» Великий Новгород (игроки 2006 г. р.), в 2021 году команда участвует в турнире северо-западного дивизиона ЮФЛ.

## Личная жизнь
В 1995 году окончил Санкт-Петербургское училище олимпийского резерва № 1 по специальности «Физическая культура» (квалификация «Тренер по спорту»). В 2003—2006 экстерном обучался в ДВГАФК (Хабаровск) по специальности физическая культура и спорт. В 2015 году обучался в НОУ ДО «Северо-Западный региональный центр по подготовке и лицензированию тренеров по футболу», имеет лицензию тренера по футболу категории «С».
Отец Александр и младший брат Дмитрий также футболисты.